# Skårnäbbad näshornsfågel
Skårnäbbad näshornsfågel (Rhyticeros undulatus) är en hotad asiatisk fågel i familjen näshornsfåglar inom ordningen härfåglar och näshornsfåglar.

## Utseende
Skårnäbbad näshornsfågel är en 75-85 cm lång medlem av familjen med vit stjärt och helsvarta vingar. Kännetecknande är även skåror på näbben som gett arten dess namn och ett svart band tvärs över strupsäcken. Hanen är vitaktig på huvud och hals medan strupsäcken är gul. Honan har svart huvud och hals, med blå strupsäck.

## Utbredning och systematik
Fågeln återfinns från nordöstra Indien till sydvästra Kina, Sydostasien och Stora Sundaöarna. Den behandlas som monotypisk, det vill säga att den inte delas in i några underarter.

## Status och hot
Skårnäbbad näshornsfågel har ett stort utbredningsområde, men kräver stora områden med ostörd skog i ett område där skogsavverkningen är intensiv. Detta tros påverka dess bestånd negativt, förvärrat av ett hårt jakttryck. Fågeln är därför upptagen på internationella naturvårdsunionen IUCN:s röda lista över hotade arter, kategoriserad som sårbar (VU). Beståndets storlek har inte uppskattats, men den beskrivs som lokalt vanlig i ett antal områden.